# 奧帕卡岩
奧帕卡岩是南極洲的岩島，屬於南設得蘭群島的一部分，處於亨菲爾德岩以北0.7公里、波爾迪姆群島以東3.44公里和梅洛納岩西南面4.79公里，以保加利亞東南部的城鎮命名。
62°18′19″S 59°35′10″W / 62.30528°S 59.58611°W

## 外部連結
- Composite Antarctic Gazetteer（页面存档备份，存于）.